# Choei Sato
Choei Sato (Prefectura de Yamagata, Japó, 15 d'abril de 1951), és un exfutbolista i exentrenador japonès.

## Selecció japonesa
Choei Sato va disputar 1 partits amb la selecció japonesa.